# Arqueojogos
Arqueojogos (Archeogaming) é um cenário dentro da arqueologia que, de modo geral, considera o estudo da disciplina dentro dos videogames, assim como seu uso para responder a interesses arqueológicos. Com isso, ele pode incluir, mas não se limita, a escavação física de disco rígidos (hardwares) dos equipamentos, o uso de métodos arqueológicos ou o estudo crítico de como a disciplina é representada nesses universos. A aplicação de realidade virtual e aumentada em arqueologia também podem ser discutidas nessa rubrica. 
Meghan Dennis afirma que o arqueojogo é "a utilização e tratamento do espaço imaterial para o estudo da criação de culturas, especificamente através do videogame" que “requer tratar o mundo do jogo, um mundo delimitado e definido pelas limitações do hardware, software e codificação, tanto como um universo fechado quanto uma extensão da cultura externa que o criou. Tudo que adentra o espaço imaterial vem da fonte cultural externa, de um jeito ou de outro”. Levando isso em consideração, o cenário dos arqueojogos indica que não há diferença funcional entre estudar arqueologia no físico, em sua materialidade, e implementá-lo enquanto um estudo, crítica e criação do videogame para e sobre arqueologia. Assim, dizemos que arqueojogar “requer a mesma prática padrão de coleta física de dados da escavação, apenas com ferramentas diferentes. Ele também provê a oportunidade de usar o mundo dos jogos para refletir a prática, teoria e a perspectiva da [arqueologia]”. 

## História
O primeiro registro do uso do termo “Archaeogaming” apareceu em 9 de junho de 2013, no blog de Andrew Reinhard, onde ele discutiu as possibilidades da arqueologia de World of Warcraft e argumentou pelo potencial para explorar a jogabilidade e construção desses mundos usando a metodologia arqueológica. O termo passou a ser usado retroativamente a trabalhos realizados anteriormente no âmbito dos videogames e da arqueologia, como, por exemplo, na investigação etnográfica conduzida por Emily Johnson em The Elder Scrolls V: Skyrim. Desde então, o termo vem sendo usado por vários acadêmicos e segue em desenvolvimento. Embora Reinhard leve o crédito por seu primeiro uso, nota-se aqui muitos outros estudos acadêmicos já o abordavam sob diferentes nomes como arqueologia de jogos (gaming archaeology) ou jogo-arqueologia (game-archaeology).

## Tipos de arqueojogos
Há muitas formas ou subcategorias no espectro mais amplo dos arqueojogos: do estudo da cultura material dos videogames à criação de jogos como meio de pensar sobre ou representar a prática, processos e resultados arqueológicos. As categorias centrais serão discutidos abaixo. 

### Arqueologia dos videogames (escavação no mundo real)
A arqueologia dos videogames no mundo físico implica na escavação da cultura material usando metodologias convencionais e especializadas para os arqueojogos. A escavação do cemitério de jogos da Atari, que descobriu cartuchos de E.T. the Extra-Terrestrial, no New Mexico, é um exemplo deste tipo. 

### Arqueologia nos videogames (escavação digital)
A escavação digital faz uso de métodos arqueológicos para investigar a operação por dentro do jogo. Um exemplo desse método pode ser encontrado no uso que John Aycock faz dos métodos da ciência da computação para explorar a construção e implementação de funções dentro dos videogames. Douglas Heaven escreveu sobre a arqueologia dos dejetos/lixo no mundo virtual para a revista New Scientist. Em junho de 2016, o lançamento de No Man’s Sky foi acompanhado por uma prospecção arqueológica, o primeiro projeto formal de arqueologia realizado dentro de um universo de geração procedural.

### Análise crítica da arqueologia e patrimônio cultural nos videogames
O estudo crítico de como a arqueologia tem sido, poderia e deveria ser usada em videogames é, talvez, a abordagem mais extensa dos arqueojogos em grupos acadêmicos e literatura popular. Proponentes deste eixo discutem como a arqueologia tem sido representada em produções externas dos jogos, além de produzir enquadramentos que tentam melhorar a representação do material arqueológico, técnicas e resultados. 
O patrimônio cultural também pode ser explorado de forma arqueológica através do arqueojogo, de análises críticas de jogos como Subnautica  e Never Alone,  ao uso em didático, por professores e estudantes, de playthoughs de Far Cry Primal.
Contribuidores também têm explorado aspectos de design e criação de jogos, em relação à disciplina, expondo paralelos entre o desenolvimento de títulos como Dia do Tentáculo remaster e o processo arqueológico. 

### Criação de jogos arqueológicos
Há dois ramos principais nestes subgrupos: jogos que representam materiais, técnicas e processos arqueológicos e aqueles que atendem às necessidades da disciplina. A primeira, se refere à produção de jogos para museus, exibições ou sites online, normalmente como o objetivo educacional ou para informar uma audiência. A segunda, foca em como os videogames, como um tipo de mídia, podem ser usados para suprir, superar ou fornecer novos métodos de registrar, expressar ou comunicar a arqueologia para fins acadêmicos.

## Recepção de mídia
O conceito de arqueojogos começou a receber atenção global após a publicação do artigo de Kathleen Caulderwood, “The Archaeologist Who Studies World of Warcraft “, em agosto de 2015 no Vice Motherboard. A história recebeu maior circulação graças a um site chamado Kotaku, sobre vídeo games, que o mencionou na postagem “Arqueólogos de verdade estão escavando World of Warcraft, Skyrim”. Guokr, um site chines de notícias científicas e tecnológicas, comentou sobre archaeogaming logo depois, seguido pelo site de tecnologia alemã, Tecnology Review. 
Arqueojogo tem sido o assunto de duas  transmissoras nacionais de rádio no Canadá e Irlanda. Primeiro em Spark, um programa de rádio da Canadian Broadcasting Companie – CBC, Nora Young, “Nós estamos criando ao longo do caminho’: o que significa ser um arqueólogo de videogame”. Depois, no Ireland's Lyric FM Culture File com Eleonor Flagg, “O que é archaeogaming?”

## Desenvolvimentos subsequentes
Em abril de 2016, um grupo de acadêmicos reunidos na universidade de Leiden, Holanda, como parte da conferência VALUE, sobre passado interativo. O objetivo dessa conferência foi apresentar pesquisas atuais, engajar discussões críticas sobre arqueologia e videogames, criando um manifesto para assentar as bases daquilo que vinha sido trabalhado sob a alcunha de arqueojogos, a partir de seu próprio desenvolvimento teórico, metodológico e prático. Os princípios centrais do primeiro rascunho do manifesto (1.0) são os seguintes:
- Criar uma linguagem comum para descrever a intersecção entre arqueologia e videogame.
- Desenvolver paradigmas metodológicos, técnicos e teóricos requeridos para análises efetivas, críticas e aprimoramento do campo.
- Desenvolver estratégias efetivas de comunicação com as indústrias de desenvolvimento de jogos em relação ao uso da arqueologia.
- Desenvolver estruturas éticas para o envolvimento de materiais arqueológicos em videogames.
- Curar e fornecer conjuntos de dados, informações e modos de comunicação que sejam acessíveis a desenvolvedores que desejam acessar material arqueológico.
- Desenvolver plataformas pelas quais o público possa acessar informações arqueológicas integrais sobre e para videogames.
- Preservar jogos, cultura dos jogos e a história dos jogos usando métodos e teorias arqueológicas apropriadas.
- Abordar o estudo da percepção pública da arqueologia nos/dos videojogos, bem como a sua cultura envolvente (incluindo convenções, cosplays, fanart, etc.) com o devido cuidado e abordagens metodológicas adequadas.
- Envolver-se com a história do desenvolvimento, a cultura do desenvolvedor e o impacto que isso tem na prática de desenvolvimento de jogos através de uma lente arqueológica.
- Desenvolver o campo de arqueojogo em nível acadêmico, público e industrial por meio de compartilhamento efetivo de conhecimento, centralização e informações abertas.

## Alguns jogos arqueológicos
Em 2019, foi realizada um projeto de iniciação científica na área de arqueojogos (PICVOL 2019/2020 — UFS)  com o intuito de identificar elementos arqueológicos ou que remetiam a arqueologia através do mapeamento de jogos eletrônicos disponíveis no mercado dos videogames. Através do levantamento desses dados foi possível a construção de um banco de dados contendo 65 jogos arqueológicos ou com menções a arqueologia. Esses jogos são: 
| Nº | Nome                                   | Desenvolvera                                 | Data de lançamento | Gênero                         | Disponível                                     |
| -- | -------------------------------------- | -------------------------------------------- | ------------------ | ------------------------------ | ---------------------------------------------- |
| 1  | A Mansão de Quelícera                  | Casthalia                                    | Maio de 2014       | Educacional/ Aventura          | browser                                        |
| 2  | Africa Trail                           | Minnesota Educational Computing Consortium   | 1995               | Educacional                    | pc                                             |
| 3  | Age of Empires (saga)                  | Xbox Game Studios                            | 1997-2019          | (RST) Rstratégia em tempo real | pc                                             |
| 4  | Amazone: The Explorer's Legacy         | Microïds                                     | 18/10/1999         | Aventura/ Point-and-click      | pc                                             |
| 5  | Ancestors: The Humankind Odyssey       | Panache Digital Games                        | 27/08/2019         | Sobrevivência                  | pc, ps4 e xOne                                 |
| 6  | Animal Crossing New Horizons           | Nintendo                                     | 20/03/2020         | Simulação social               | Switch                                         |
| 7  | AcheologyX                             | khos85                                       | 26/11/2018         | Aventura/ Simulação            | pc                                             |
| 8  | Aritana and The Twin Mask              | Duaik                                        | 16/08/2014         | Ação e Aventura                | xOne                                           |
| 9  | Aritana e a Pena da Harpia             | Duaik                                        | 15/08/2014         | Plataforma                     | pc, xOne                                       |
| 10 | Assassins Creed (saga)                 | Ubisoft                                      | 2007 - 2018        | Ação e aventura                | pc, ps3. ps4, x360, xOne, wiiu e stadia        |
| 11 | Bad North                              | Plausible Concept                            | 20/08/2018         | (RST) Estratégia em tempo real | pc, ps4, xOne, Switch, android, ios            |
| 12 | Búzios: Ecos da Liberdade              | Comunidade Virtuais                          | 2010               | Aventura                       | pc                                             |
| 13 | C14 Dating                             | Winter Wolves                                | 27/04/2016         | Simulador de relacionamento    | pc                                             |
| 14 | Capoeira Legends: Path to Freedom      | Donsoft                                      | 2009               | Ação                           | pc                                             |
| 15 | Civilization (saga)                    | Firaxis Games                                | 1991-2016          | (TBS) Estratégia por turnos    | pc, xOne, switch                               |
| 16 | Dandara                                | Long Hat House                               | 06/02/2018         | Metroidvania                   | pc, ps4, xOne, switch, android, ios            |
| 17 | Dandy and Randy                        | Asteristic                                   | 02/09/2019         | Aventura                       | pc                                             |
| 18 | Dark Souls                             | From Sofrware                                | 22/09/2019         | RPG                            | pc, x360, ps3, ps4, xOne, switch               |
| 19 | Deadfall Adventures                    | The Farm 51                                  | 15/11/2013         | (FPS) Tiro em primeira pessoa  | pc, x360, ps3                                  |
| 20 | Death Stranding                        | Kojima Productions                           | 08/11/2019         | Ação e aventura                | pc, ps4                                        |
| 21 | Detetive Carioca                       | ICON Games                                   | 2009               | Aventura/ Point-and-click      | pc                                             |
| 22 | Far Cry Primal                         | Ubisoft Montreal                             | 24/06/2016         | FPS                            | pc, ps4, xOne                                  |
| 23 | Gustavinho e o Enigma da Esfinge       | 44 Toons Interactive                         | 1996               | Aventura                       | pc, ios, android                               |
| 24 | Heavens Vault                          | Inkle                                        | 16/04/2019         | Aventura/ exploração           | pc, ps4                                        |
| 25 | Horizon Zero Dawn                      | Guerrilla Games                              | 28/02/2017         | Action- RPG                    | pc, ps4                                        |
| 26 | Huni Huin: Yube Baitana                | Bobware/ Beya Xinã Bena                      | 2016               | Plataforma                     | pc                                             |
| 27 | In the Valley of Gods                  | Campo Santo                                  | 2029 (previsão)    | Aventura/ exploração           | pc                                             |
| 28 | Indiana Jones and The Fate of Atlantis | LucasArts                                    | 01/06/1992         | Aventura/ point-and-click      | pc, wiiu                                       |
| 29 | Jornada Cultural                       | Stormfree                                    | 27/10/2016         | Aventura                       | Android                                        |
| 30 | Jotun                                  | Thunder Lotus                                | 29/09/2015         | Ação e aventura                | pc. ps4, xOne, switch                          |
| 31 | La-Mulana                              | Nigoro                                       | 27/05/2005         | Metroidvania                   | pc, switch, ps4, xOne                          |
| 32 | Lost Civilization                      | Icarus Games                                 | 15/04/2014         | Puzzle                         | pc                                             |
| 33 | Mahjong Max                            | ICON Games                                   | 2014               | Puzzles                        | pc                                             |
| 34 | MayaQuest: The Mystery Trail           | Minnessota Educational Compunting Consortium | 1995               | Educacional                    | pc                                             |
| 35 | Minecraft                              | Majong Studios                               | 18/11/2011         | Sobrevivência                  | pc, android                                    |
| 36 | Nancy Drew: Tomb of the Lost Queen     | HeR Interactive                              | 08/05/2012         | Aventura                       | pc                                             |
| 37 | Never Alone                            | Grant Roberts                                | 04/11/2014         | Plataforma/ puzzle             | pc, ps3, ps4, xOne, switch, android, ios       |
| 38 | No Man's Sky                           | Hello Games                                  | 09/08/2016         | Sobrevivência                  | pc, ps4, xOne                                  |
| 39 | Outer Wilds                            | Mobius Digital                               | 28/05/2019         | Exploração                     | pc, ps4, xOne                                  |
| 40 | Pitfall: The Lost Expedition           | Edge of Reality                              | 18/02/2004         | Ação e aventura                | wiiu, GameCube, GBA, pc, ps2, xbox             |
| 41 | Q.U.B.E. 2                             | Toxic Games                                  | 13/03/2018         | Puzzle/ Aventura               | pc, xOne, ps4, switch                          |
| 42 | Red Dead Redmption 2                   | Rockstar North                               | 26/10/2018         | Ação e aventura                | pc, ps4,xOne, stadia                           |
| 43 | Redescobridor do Brasil                | Flux Games                                   | 26/05/2015         | Point-and-click                | android, ios                                   |
| 44 | Rock of Ages (saga)                    | Ace Team                                     | 2011 - 2017        | Tower defense                  | pc, x360, ps3, ps4, xOne                       |
| 45 | RuneScape                              | Jagex                                        | 04/01/2001         | MMORPG                         | pc, android                                    |
| 46 | Sambaquis                              | Arise                                        | Maio de 2019       | Aventura                       | pc                                             |
| 47 | Scott & Gordon                         | Flipflop Lab                                 | 25/04/2017         | Puzzle                         | android                                        |
| 48 | Sphinx and the Cursed Mummy            | THQ Nordic                                   | 10/11/2003         | Ação e aventura                | pc, ps2, xbox, gsmecube, switch                |
| 49 | Stardew Valley                         | ConcernedApe                                 | 26/02/2016         | Simulação                      | pc, android, ios, xOne, ps4, switch            |
| 50 | Stronghold                             | Firefly Studio                               | 21/10/2001         | (RST) Estratégia em tempo real | pc                                             |
| 51 | Syberia                                | Microïds                                     | 28/05/2002         | Aventura                       | switch, pc, ps3, ps2, xbox, x360, android, ios |
| 52 | Tak and the Power of Juju              | Avalanche Studios                            | 15/10/2003         | Ação e aventura                | gamecube, ps2, gameboy advance                 |
| 53 | The Amazon Trail                       | Minnesota Rducational Computing Consortium   | 1993               | Educacional                    | pc                                             |
| 54 | The Elder Scrolls (saga)               | Bethesda                                     | 1994 - 2015        | RPG                            | pc, ps3, ps4, xOne, switch, android, ios       |
| 55 | The Forgotten City                     | Modern Storyteller                           | 28/07/2021         | RPG                            | pc, xOne                                       |
| 56 | The Oregon Trail                       | Minnesota Educational Computing Consortium   | 1985               | Educacional                    | Apple II, DOS                                  |
| 57 | The Legend of Zelda Breath of the Wild | Nintendo                                     | 03/03/2017         | Action-RPG                     | wiiu, switch                                   |
| 58 | Tomb Raider (Saga antiga)              | Core Design - Crustal Dynamics               | 1996 - 2008        | Ação e aventura                | pc                                             |
| 59 | Tomb Raider (saga nova)                | Crystal Dynamics                             | 2013 - 2018        | Ação e aventura                | pc, ps3, ps4, x360, xOne                       |
| 60 | Tríade                                 | Comunidades Virtuais                         | 2008               | Educacional/ simulação         | pc                                             |
| 61 | Trilha Cultural                        | Virgo Games                                  | 11/12/2018         | Educacional                    | android, ios                                   |
| 62 | Uncharted (saga)                       | Naught Dog                                   | 2007 - 2016        | Ação e Aventura                | ps3,ps4, psVita                                |
| 63 | Valiant Heats: The Great War           | Ubisoft Montpellier                          | 24/06/2014         | Puzzle                         | pc, android, ios, ps3, ps4, x360, xOne, switch |
| 64 | World of Warcraft                      | Blizzard                                     | 23/11/2004         | MMORPG                         | pc                                             |
| 65 | Xilo                                   | Kaipora Digital                              | 2012               | Aventura                       | pc                                             |